# Mazarinettes

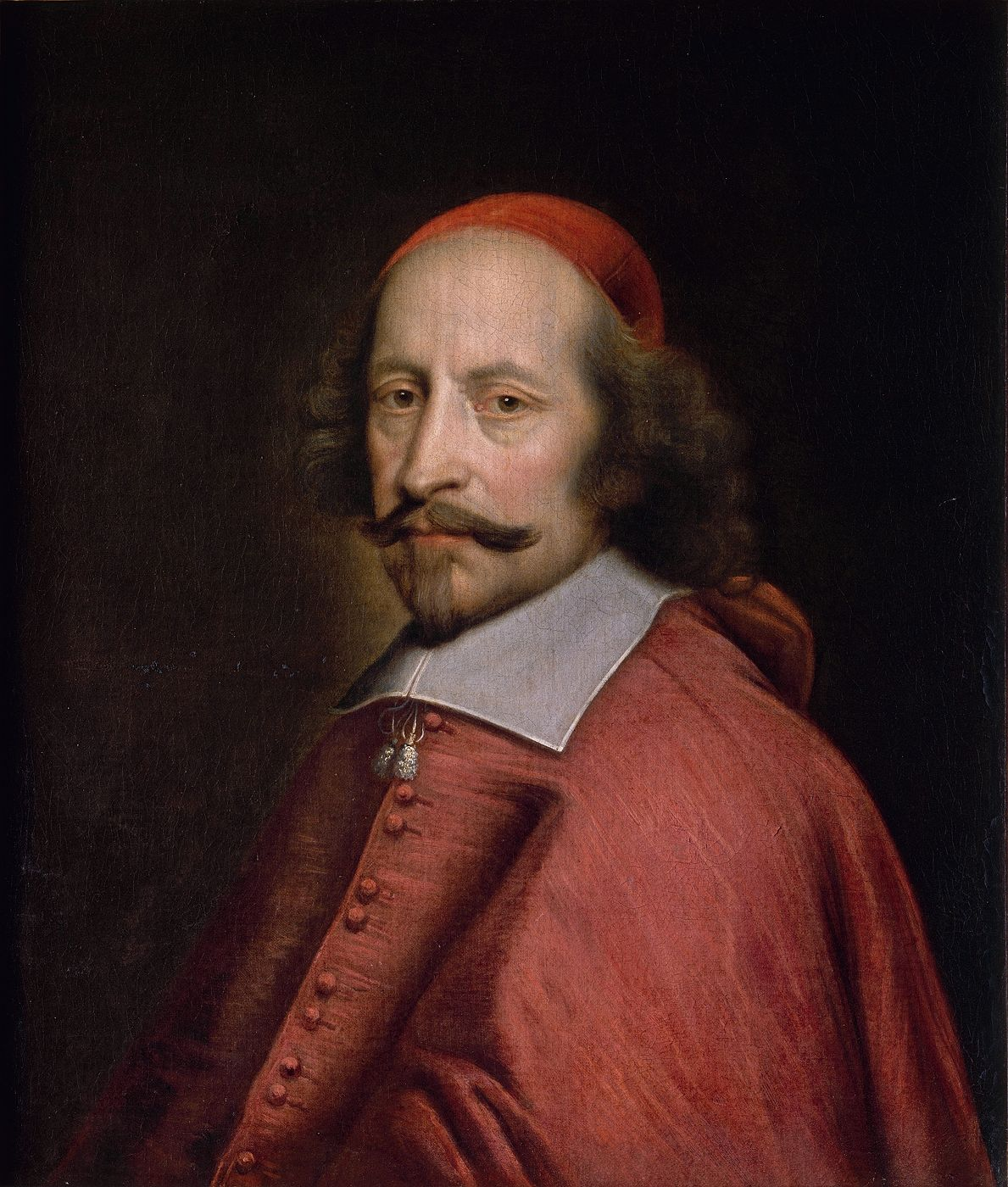
Cardenal Mazarino.

Las Mazarinettes eran las siete sobrinas del cardenal Jules Mazarin (1639–1661), primer ministro de los reyes Luis XIII y Luis XIV de Francia desde 1642 hasta su muerte.
Eran hijas de las dos hermanas del cardenal, Laura Margherita Mazzarini (fallecida en 1685), esposa de Girolamo Martinozzi, y Girolama Mazzarini (1614-1656), esposa de Michele Lorenzo Mancini. En 1647, el cardenal Mazarino trajo a Laura Margherita y sus dos hijas, Anne Marie y Laura, de Italia a París. Luego, en 1650, cuando Girolama enviudó, también se mudó a Francia, con su cinco hijas y tres hijos: Laura, Paul Jules, Olympia, Marie, Philippe, Alfonso, Hortense y Marie Anne.
Mazarino deseaba establecer una dinastía en Francia y asegurar su legado a través de matrimonios ventajosos, pero no podía tener hijos propios como miembro de la Iglesia católica. También quería rodearse de su familia, en quienes podía confiar, ya que tenía muchos enemigos en la corte.
Ana de Austria, que gobernaba como reina regente de Francia tras la muerte de su marido Luis XIII, y durante la minoría de edad de su hijo, Luis XIV, de 1643 a 1651, supervisó ella misma la educación de los sobrinos del cardenal. Incluso permitió que los niños más pequeños fueran educados con el rey y su hermano menor, Felipe I de Orleans, duque de Anjou.
En París, donde el ideal de belleza era una piel pálida y una figura completa, se hablaba mucho de la tez más oscura y la constitución más delgada de las chicas italianas. Las Mazarinettes fueron criticadas febrilmente en las Mazarinades, panfletos en contra de Mazarino publicados en Francia entre 1648 y 1653, donde fueron tildadas de "princesas sucias" y "serpientes apestosas".
La vida y suerte de las Mazarinettes estaban ligadas a la fortuna de su tío. Durante las guerras civiles conocidas como la Fronda (entre 1648 y 1653), estas se vieron obligadas a huir de París y exiliarse en dos ocasiones. Una vez que las revueltas fueron aplastadas y el cardenal Mazarino recuperó el poder, arregló múltiples matrimonios ventajosos para sus sobrinas con poderosos aristócratas franceses e italianos, y dio grandes dotes a sus maridos para superar sus reticencias a casarse con mujeres de orígenes inferiores.
Las Mazarinettes eran:
- Laura Mancini (6 de mayo de 1636 – 8 de febrero de 1657), quien se casó con Luis II de Vendôme (1612-1669) en 1651, convirtiéndose en la duquesa de Mercœur. Tuvo descendencia.
- Ana María Martinozzi (1637 - 4 de febrero de 1672), quien se desempeñó como Surintendante de la Maison de la Reine para Ana de Austria entre 1657 y 1666, y se casó con Armando de Borbón (1629-1666) en 1654, convirtiéndose en Princesa de Conti. Tuvo descendencia, entre ellos Francisco Luis de Borbón-Conti, conocido como Le Grand Conti ("El Gran Conti"), un infame libertino.
- Olimpia Mancini (11 de julio de 1638 - 9 de octubre de 1708), que se involucró en el Asunto de los venenos (affaire des poisons), por lo que fue exiliada de Francia. Se casó con Eugene Maurice de Savoy-Carginan (1635-1673) en 1657, convirtiéndose en la condesa de Soissons. Tuvo descendencia, entre ellos el príncipe Eugenio de Saboya, uno de los comandantes militares más exitosos de su tiempo.
- Laura Martinozzi (27 de mayo de 1639 - 19 de julio de 1687), que se casó con Alfonso IV de Este (1634-1662) en 1655, convirtiéndose en duquesa de Módena. Tuvo descendencia, entre ellos María de Módena, reina consorte de Inglaterra, Escocia e Irlanda, de quien descienden los pretendientes jacobitas al trono inglés. Laura gobernó como regente de Módena durante la minoría de edad de su hijo, entre 1662 y 1674.
- Ana María Mancini (28 de agosto de 1639 - 8 de mayo de 1715), quien fue el primer amor de Luis XIV y fue desterrada de la corte para hacer posible el matrimonio político del rey con María Teresa de España. Se casó con Lorenzo Onofrio Colonna (1637-1689) en 1661, convirtiéndose en duquesa y princesa de Paliano. Tuvo descendencia.
- Hortensia Mancini (6 de junio de 1646 - 2 de julio de 1699), sobrina favorita del cardenal, que se casó con Armand-Charles de La Porte (1632-1713) en 1661 y se convirtió en duquesa de Mazarino. Tuvo descendencia. Fue la amante oficial del rey Carlos II de Inglaterra, Escocia e Irlanda.
- María Ana Mancini (1649 - 20 de junio de 1714), mecenas de las artes, que fue juzgada y exiliada de París por estar involucrada en el Asunto de los venenos, pero nunca fue condenada. Se casó con Godefroy Maurice de La Tour d'Auvergne (1636-1721) en 1662, convirtiéndose en duquesa de Bouillon. Tuvo descendencia.

Retrato de las Mazarinettes
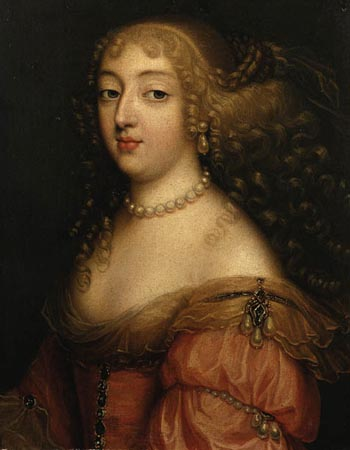
Laura Mancini, Duquesa de Mercœur
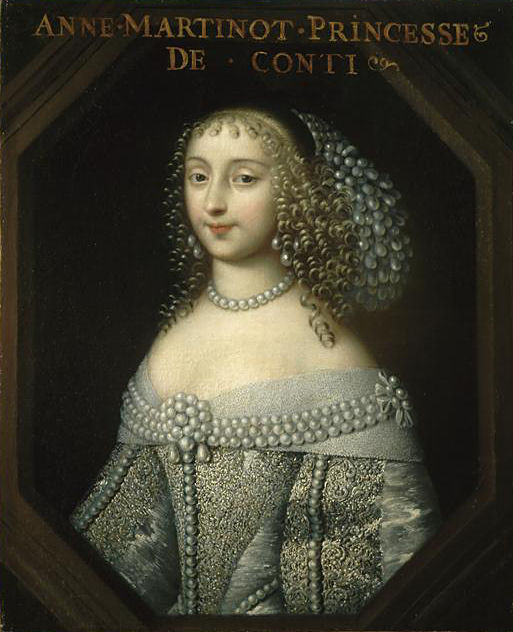
Ana María Martinozzi, Princesa de Conti
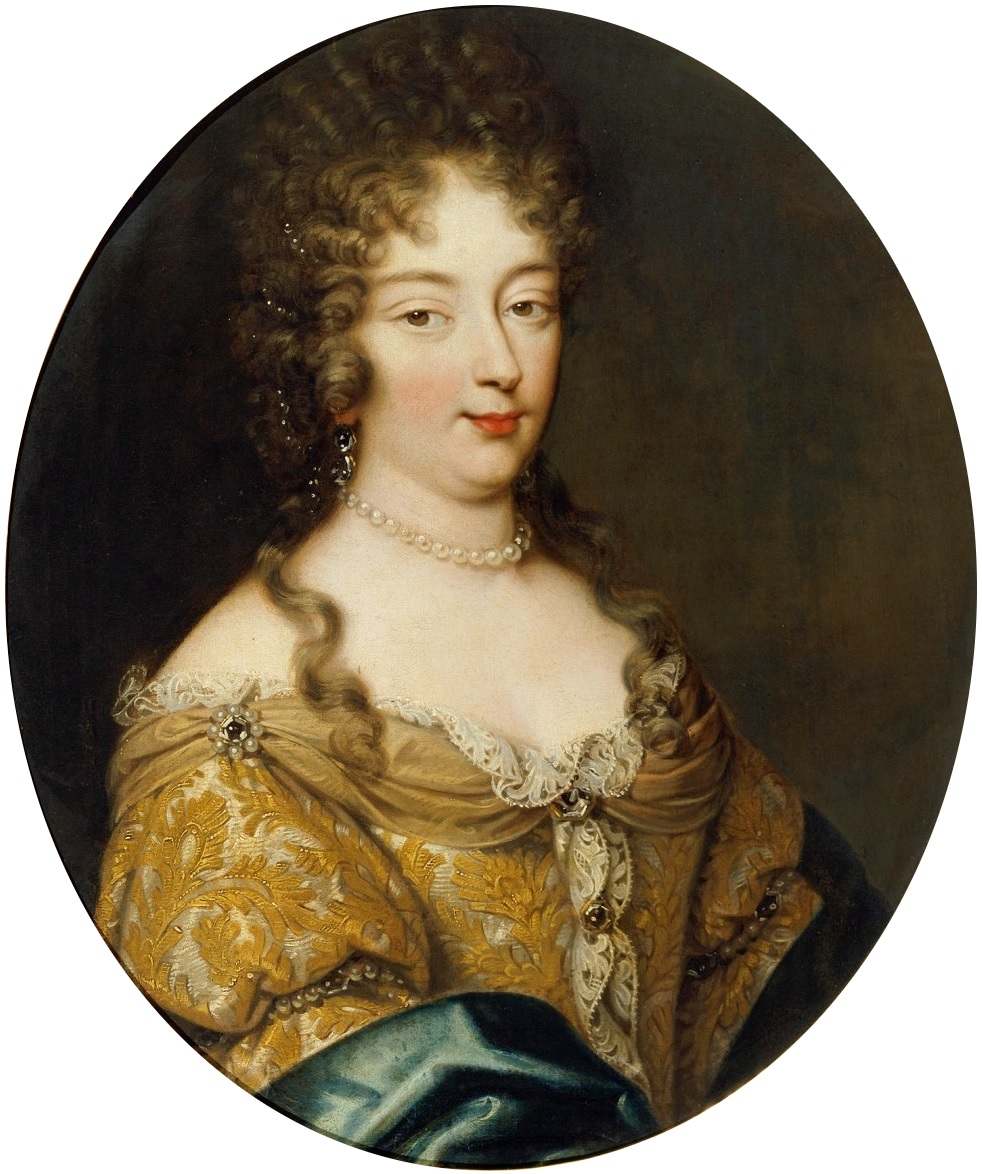
Olympia Mancini, Condesa de Soissons
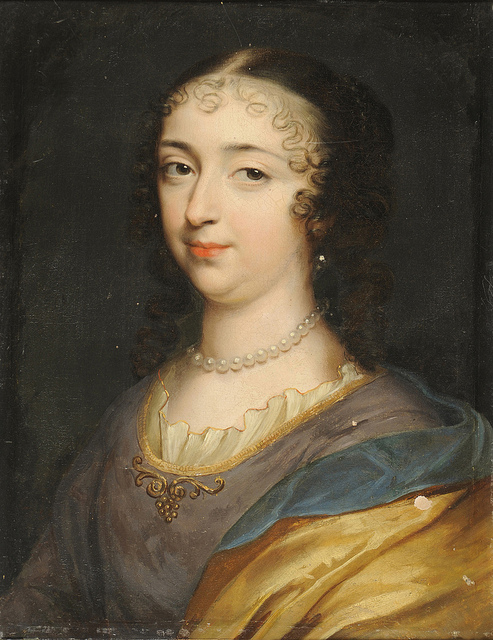
Laura Martinozzi, Duquesa de Módena y Reggio
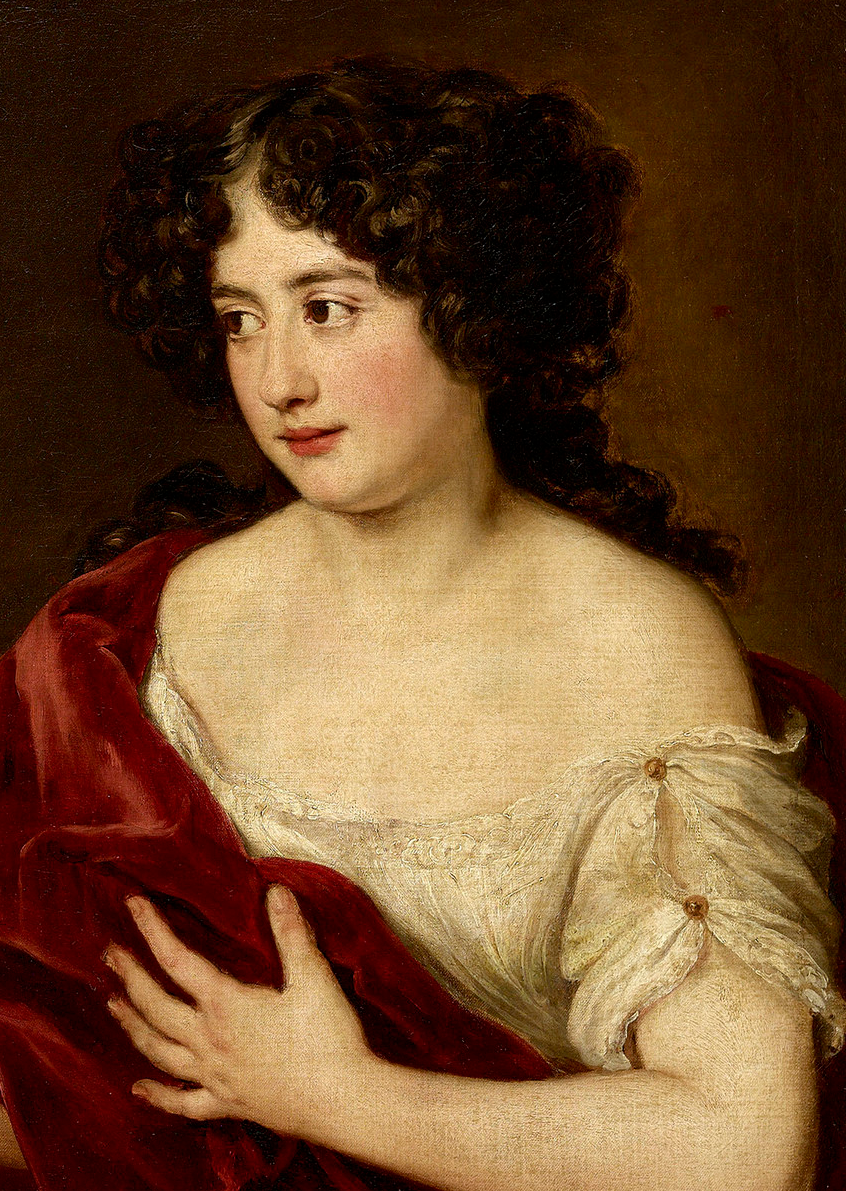
Maria Mancini, Duquesa y Princesa de Paliano
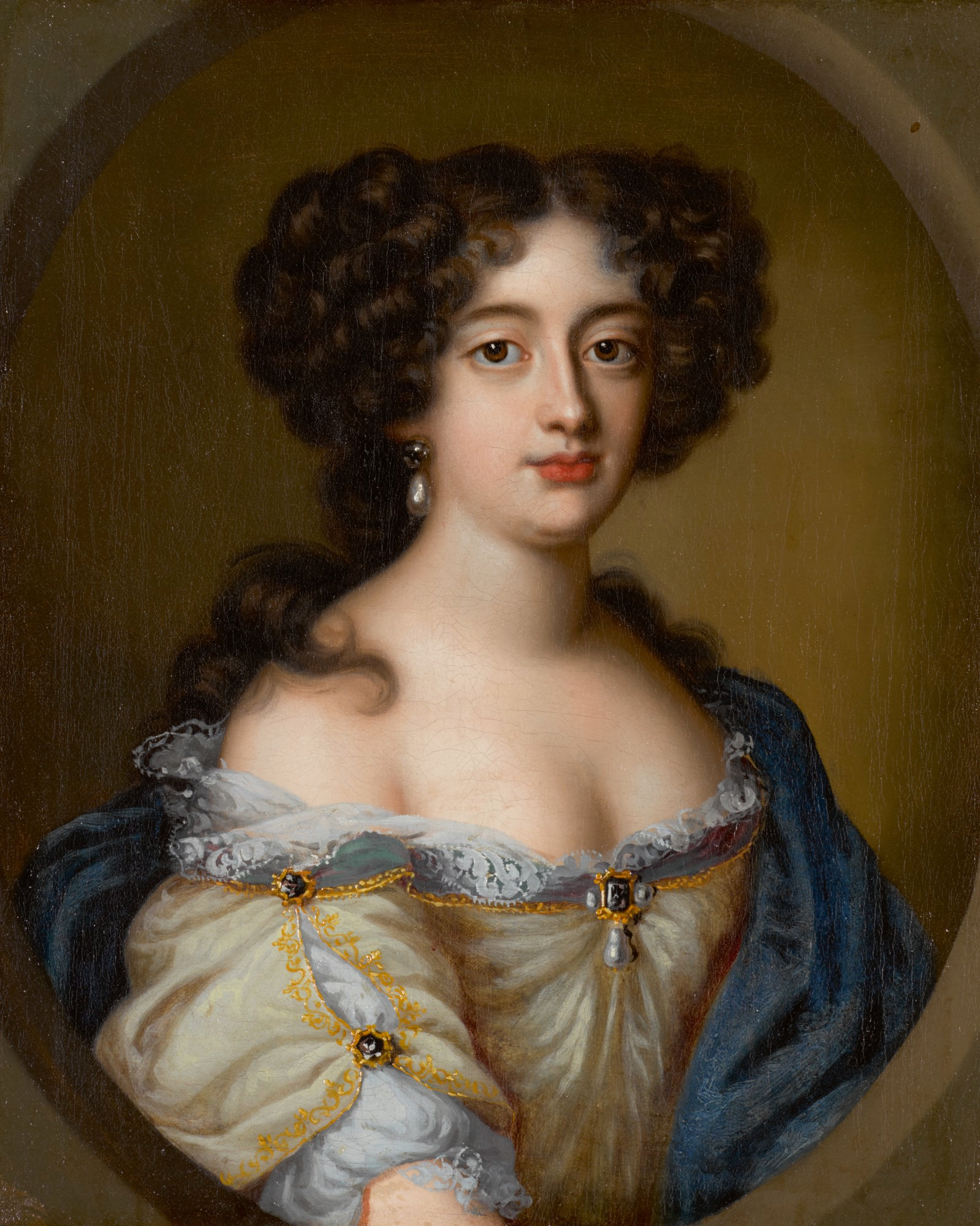
Hortensia Mancini, Duquesa de Mazarin
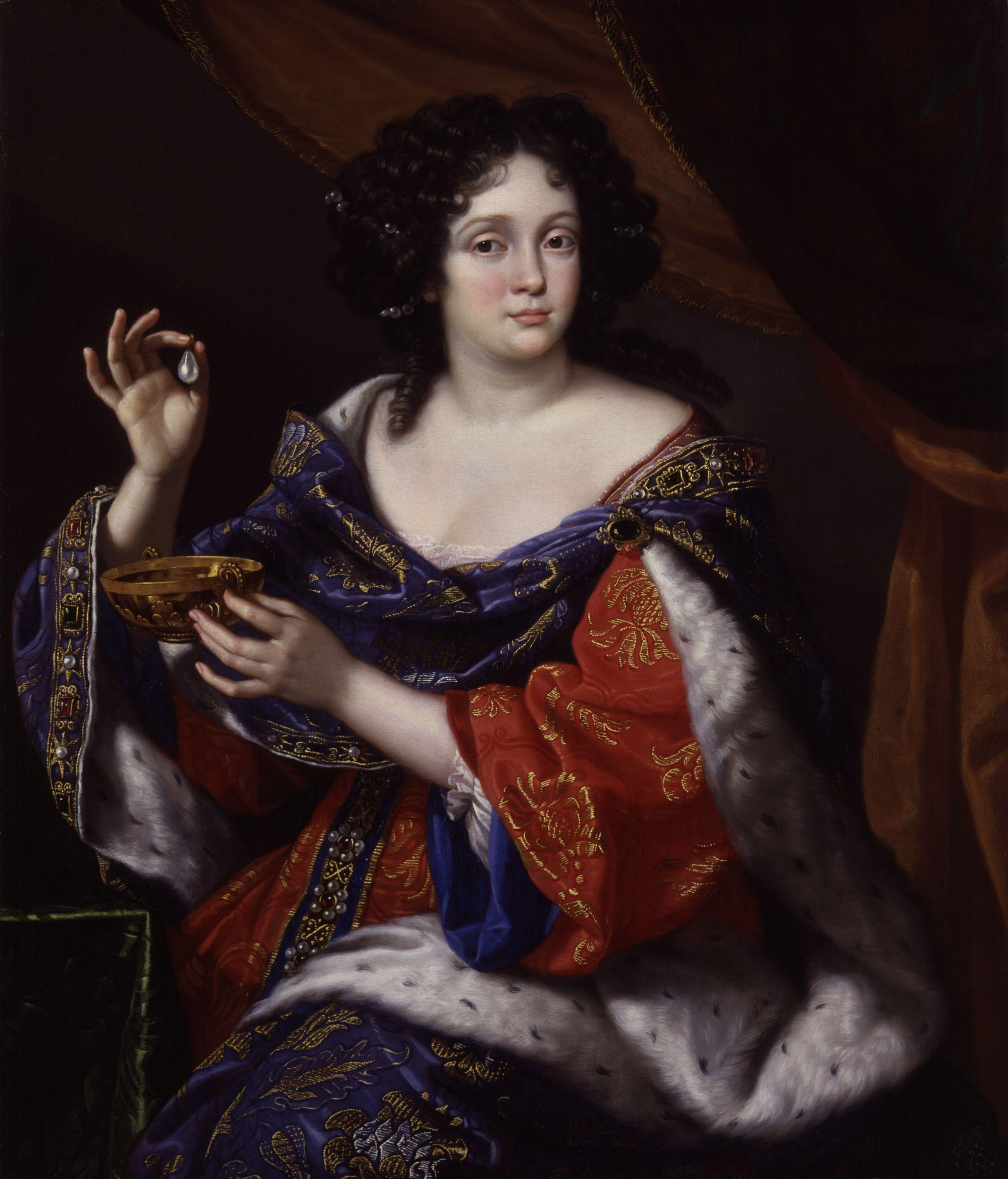
Marie Anne Mancini, Duquesa de Bouillon